# Bégole
Bégole ist eine französische Gemeinde mit 191 Einwohnern (Stand 1. Januar 2022) im Département Hautes-Pyrénées in der Region Okzitanien (vor 2016: Midi-Pyrénées). Sie gehört zum Arrondissement Tarbes und zum Kanton La Vallée de l’Arros et des Baïses.
Die Einwohner werden Bégoliens und Bégoliennes genannt.

## Geographie
Bégole liegt circa 22 Kilometer südöstlich von Tarbes in der historischen Vizegrafschaft Nébouzan.
Umgeben wird Bégole von den acht Nachbargemeinden:
| Castéra-Lanusse | Burg                                        | Castelbajac |
| Lanespède       | Kompassrose, die auf Nachbargemeinden zeigt | Houeydets   |
| Péré            | Caharet                                     | Lutilhous   |

Bégole liegt in den Einzugsgebieten der Flüsse Adour und Garonne.
Der Canal de Bouès, ein Zufluss des Bouès, führt durch das Gebiet der Gemeinde. Die Lène, ein Zufluss des Arros, verläuft teilweise an der Grenze zur westlichen Nachbargemeinde Péré entlang. Der Lenet, einer ihrer Nebenflüsse, entspringt in Bégole und mündet am Viadukt von Lanespède in die Lène.
Die Baïse, ein Nebenfluss der Garonne, bewässert ebenfalls das Gemeindegebiet ebenso wie die Bégole, die in der gleichnamigen Gemeinde entspringt.

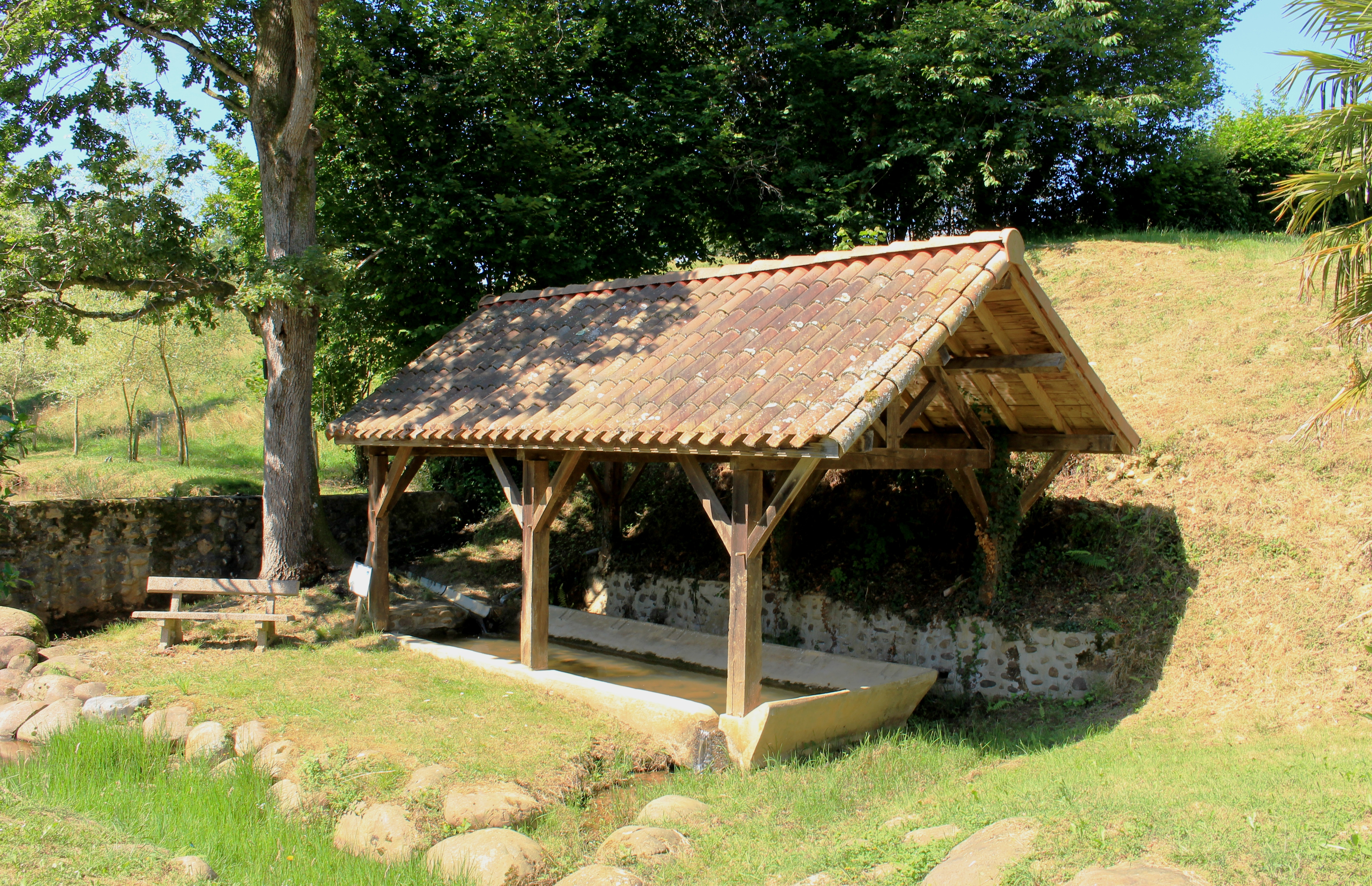
Waschhaus

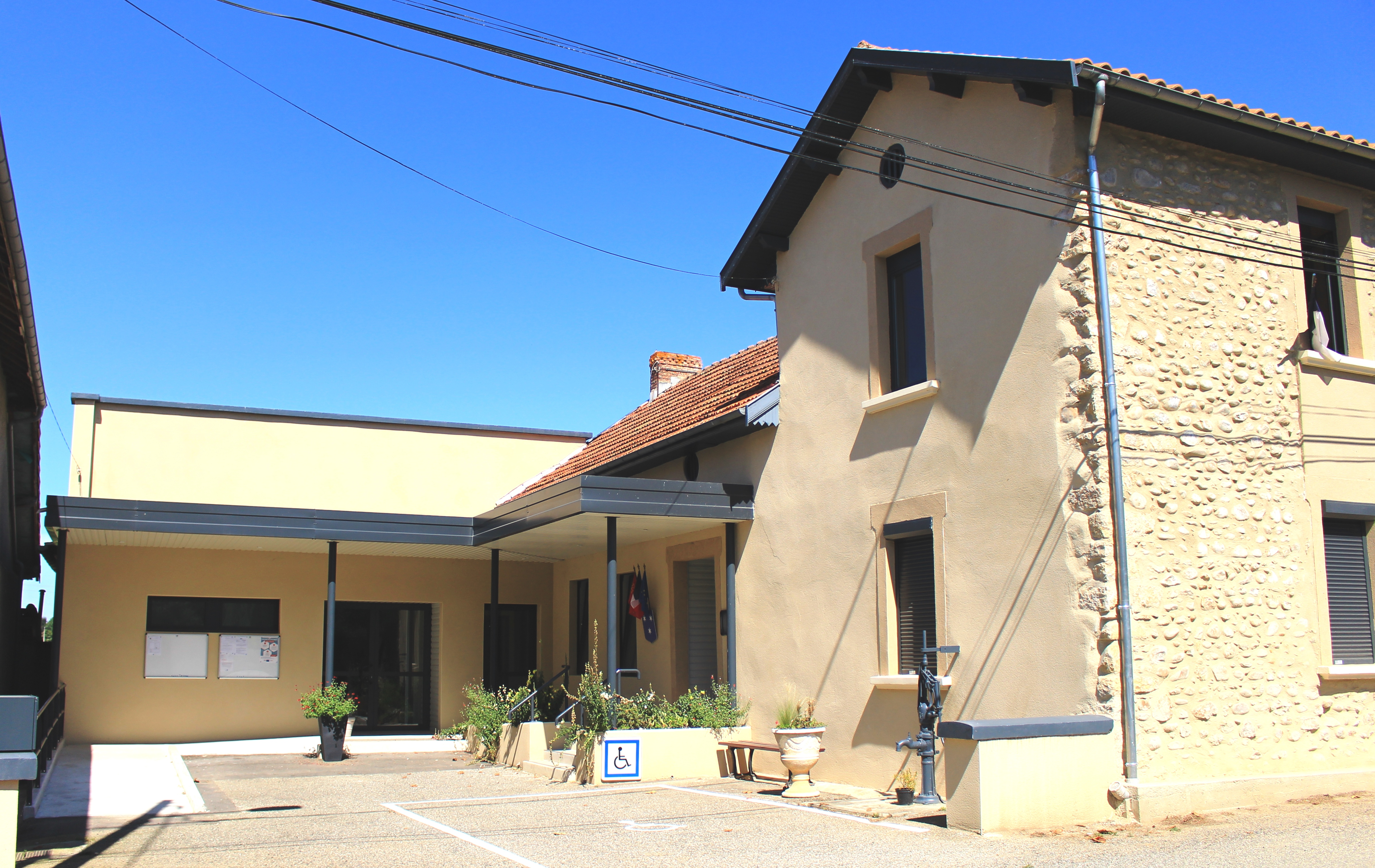
Bürgermeisteramt (Mairie) von Bégole

## Toponymie
Der okzitanische Name der Gemeinde heißt Begòla. Trotz zweier Richtungen zur Erklärung seines Ursprungs bleibt dieser unklar. Die eine sieht in ihm die aquitanischen Wurzel beg/big wie in Bigorre, die andere sieht eine Herkunft im gascognischen vea (ausgesprochen „bée“) mit dem diminuierenden Suffix -ola (deutsch Wasserstrom. der aus einer Quelle rinnt).
Toponyme und Erwähnungen von Bégole waren:
- Petrus de Begola und en P. de Begole (1283, Prozess Bigorre),
- de Begola (1300 und 1313, Erhebung im  Bigorre bzw. Steuerliste Debita regi Navarre),
- Beguole, (1429, Zensusliste der Grafschaft Bigorre),
- Begole (1750 und 1793, Karte von Cassini bzw. Notice Communale),
- Beigolle (1801, Bulletin des lois).[3][4][5]

## Einwohnerentwicklung
Nach Beginn der Aufzeichnungen stieg die Einwohnerzahl bis zur Mitte des 19. Jahrhunderts auf einen Höchststand von 620. Bis zum Beginn des 20. Jahrhunderts wurde ein Niveau von rund 600 Einwohnern gehalten. In der Folgezeit sank die Größe der Gemeinde bei kurzen Erholungsphasen bis zu den 1980er Jahren auf rund 150 Einwohner, bevor eine Wachstumsphase einsetzte. die bis heute anhält.
| Jahr      | 1962 | 1968 | 1975 | 1982 | 1990 | 1999 | 2006 | 2011 | 2022 |
| --------- | ---- | ---- | ---- | ---- | ---- | ---- | ---- | ---- | ---- |
| Einwohner | 207  | 187  | 172  | 149  | 170  | 176  | 171  | 200  | 191  |

## Sehenswürdigkeiten
- Pfarrkirche Saint-Martin
- Viadukt von Lanespède, Monument historique seit 1984

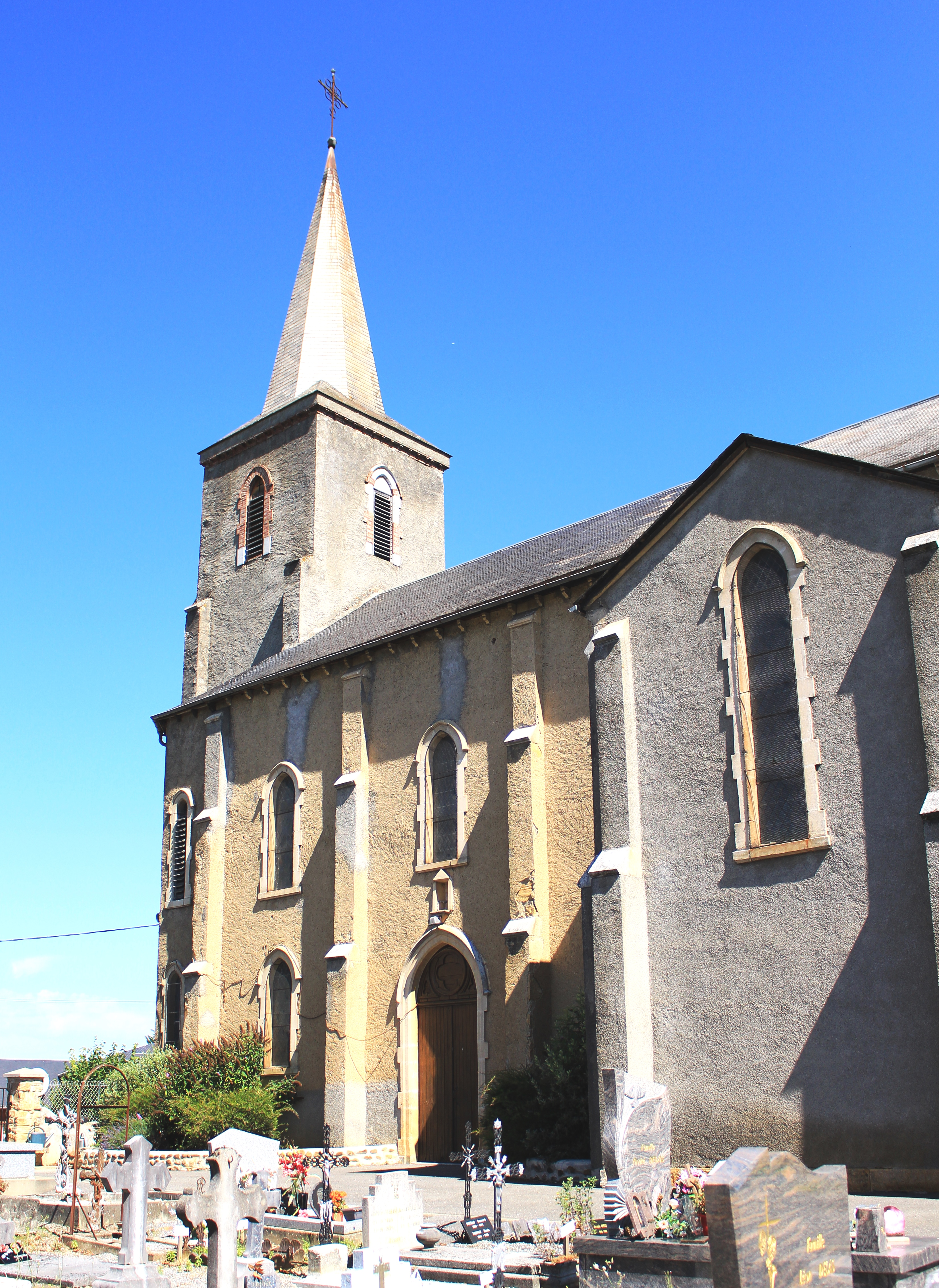
Pfarrkirche Saint-Martin
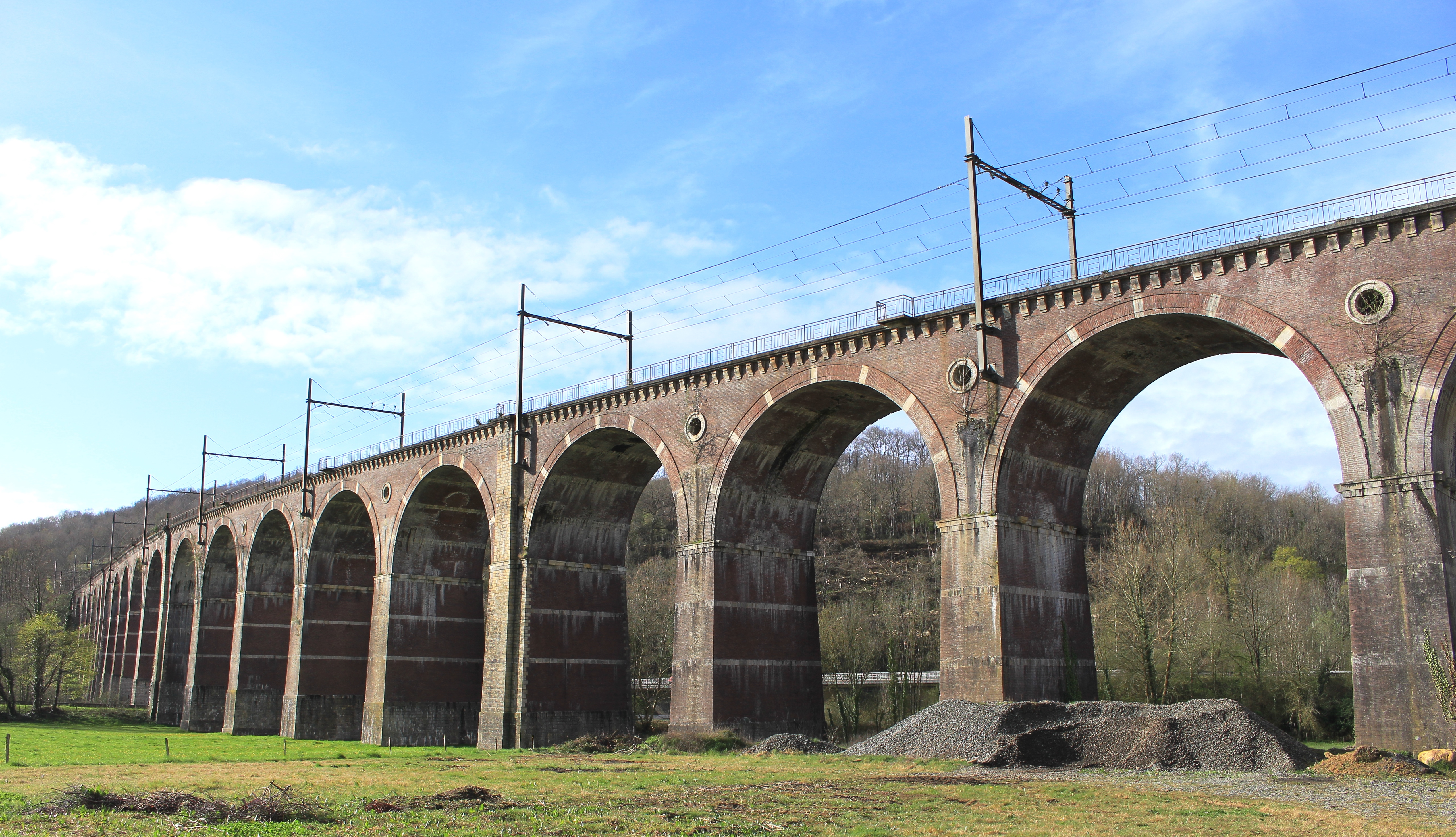
Viadukt von Lanespède

## Wirtschaft und Infrastruktur

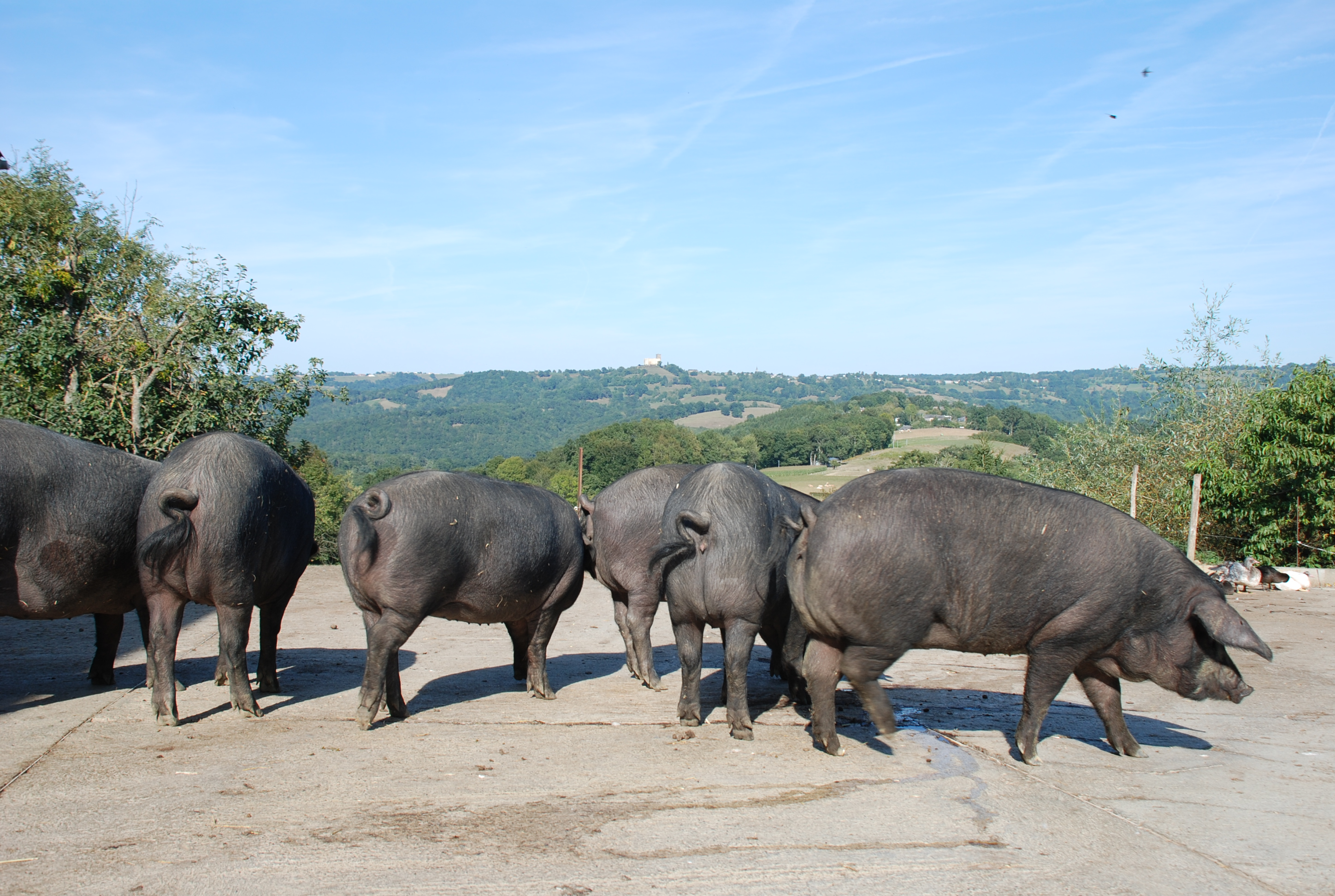
Porcs Noirs de Bigorre

Bégole liegt in den Zonen AOC der Schweinerasse Porc noir de Bigorre und des Schinkens Jambon noir de Bigorre.

### Verkehr
Bégole ist erreichbar über die Routes départementales 11 und 41.
Die Autoroute A64, genannt La Pyrénéenne, durchquert das Gemeindegebiet auf einem kurzen Abschnitt, allerdings ohne direkte Ausfahrt zum Ort. Die am nächsten gelegene Ausfahrt 15 ist ca. 7,5 km entfernt und bedient die Gemeinde Capvern.
Eine Linie des TER Occitanie, einer Regionalbahn der staatlichen SNCF, bedient die Strecke von Pau nach Toulouse, die ein kleines Stück des Gebiets der Gemeinde ohne Haltepunkt durchquert. Die Eisenbahntrasse führt auch über den Viadukt von Lanespède. Der nächste Bahnhof befindet sich in Capvern.